# Ньянг, Уссейну
Уссейну́ Ньянг (фр. Ousseynou Niang; 12 октября 2001, Зигиншор) — сенегальский футболист, вингер бельгийского клуба «Юнион».

## Карьера

### «Диамбарс»
Воспитанник сенегальской академии клуба «Диамбарс». Затем стал одним из игроков основной команды сенегальского клуба. В сезоне 2020/2021 годов стал вице-чемпионом Сенегала. В сентябре 2021 года вместе с клубом отправился выступал на Кубке Конфедерации КАФ.

### «Ауда»
В марте 2022 года футболист перешёл в латвийский клуб «Ауда». Первую половину сезона футболист пропустил, дебютировав за клуб 2 июля 2022 года в матче против клуба «Супер Нова», выйдя на поле в стартовом составе и отличившись дебютной результативной передачей. Футболист сразу же стал основным игроком клуб. Дебютный гол за клуб забил 1 августа 2022 года в матче против «Валмиеры». Вместе с клубом вышел в финал Кубка Латвии, где 1 сентября 2022 года в полуфинальном матче победили в матче против «Елгавы». В матче 10 сентября 2022 года против клуба «Метта» отличился забитым дублем в течение первых 7 минут основного времени. Стал обладателем Кубка Латвии, победив в финале 19 октября 2022 года клуб РФС. По итогу сезона футболист отличился 4 забитыми голами и 2 результативными передачами.

### «Рига»
В январе 2023 года футболист перешёл в «Ригу». Дебютировал за клуб 12 марта 2023 года с матча против клуба «Елгава», выйдя в стартовом составе и отыграв все 90 минут. Дебютный гол за клуб забил 25 апреля 2023 года в матче против клуба «Метта». В мае 2023 года футболист выбыл из распоряжения клуба из-за полученной травмы до конца сезона, по итогу которого футболист стал обладателем Кубка Латвии и серебряным призёром чемпионата. Всего за сезон футболист успел отличиться 3 забитыми голами и 2 результативными передачами.
Новый сезон за клуб футболист начал 2 марта 2024 года с победы за Суперкубок Латвии, победив РФС в серии пенальти.

## Международная карьера
В мае 2017 года футболист получил вызов в молодёжную сборную Сенегала до 20 лет для участия в чемпионате мира по футболу среди молодёжных команд. Дебютировал на турнире 22 мая 2017 года в матче против Саудовской Аравии. Вместе со сборной занял 2 место на групповом этапе и вышел в стадию плей-офф. На стадии 1/8 финала 1 июня 2017 года проиграл сборной Мексики.
В феврале 2019 года футболист отправился вместе со сборной на молодёжный кубок африканских наций. Дебютировал на турнире 3 февраля 2019 года в матче против сборной Мали. Свой дебютный гол за сборную забил 9 февраля 2019 года в матче против сборной Буркина-Фасо. Вместе со сборной занял первое место на групповом этапе и вышел в полуфинал турнира. В полуфинальном матче 13 февраля 2019 года против ЮАР помог одержать победу, отправив мяч в ворота соперников автоголом, тем самым выйдя в финал турнира. В финале турнира 17 февраля 2019 года упустил победу, проиграв в серии пенальти Мали.
В мае 2019 года вместе со сборной отправился на чемпионате мира по футболу среди молодёжных команд. Первый матч на турнире сыграл 23 мая 2019 года против сборной Таити. Вместе со сборной занял первое место на групповом этапе и вышел в стадию плей-офф. В четвертьфинальном матче 8 июня 2019 года проиграл в серии пенальти сборной Южной Кореи.
В сентябре 2022 года футболист получил вызов в молодёжную сборную Сенегала до 23 лет. Дебютировал за сборную в сентябре 2022 года в матчах против Марокко, в каждом из которых футболист отличился по результативной передаче.

## Достижения
«Ауда»
- Обладатель Кубка Латвии: 2022

«Рига»
- Обладатель Кубка Латвии: 2023
- Обладатель Суперкубка Латвии: 2024

«Юнион»
- Чемпион Бельгии: 2024/25

Сборная Сенегала (до 20 лет)
- Серебряный призёр Кубка африканских наций: 2019